# پلیس امنیت اقتصادی فراجا
پلیس امنیت اقتصادی فراجا از یگان‌های فرماندهی انتظامی جمهوری اسلامی ایران است که وظیفه پیش‌بینی، کنترل، پیشگیری، شناسایی، کشف و مقابله با فعالیت‌ها و جرایم اقتصادی را برعهده دارد.
پلیس امنیت اقتصادی پیش‌تر به‌عنوان اداره مبارزه با جرایم اقتصادی و مبارزه با قاچاق کالا و ارز، زیرمجموعه پلیس آگاهی فعالیت می‌کرد، که در فروردین‌ماه ۱۳۹۸ به‌عنوان یک پلیس جدید و مستقل تشکیل و راه‌اندازی شد. این یگان مقابله با عمده جرایم اقتصادی شامل؛ زمین‌خواری، پول‌شویی، قاچاق کالا، فرار مالیاتی، وام‌ها و تسهیلات غیرمجاز بانکی، رسیدگی به تخلفات مالی و جرایمی که عنوان‌های اقتصادی دارند را انجام می‌دهد. همچنین پلیس امنیت اقتصادی در مرزها و مبادی رسمی گمرک ایران مستقر می‌باشد. هم‌اکنون سرتیپ پاسدار حسین رحیمی ریاست پلیس امنیت اقتصادی را برعهده دارد.